# NGC 2976
NGC 2976 是位于大熊座的一个螺旋星系，属于M81星系團，位于M81西南部1° 20′处。它是在1801年11月8日由英国天文学家威廉·赫歇尔首先发现，并在H I.星表中编号为285。

## 特征
NGC 2976的星系盘有明显的暗带结构，但并没有明显的螺旋状结构。哈勃太空望远镜的观测数据显示，NGC 2976外侧气体已脱离星系，而剩余气体则向星系内部倒塌。在星系外部的外侧恒星形成活跃区因此已经停止恒星形成，仅在星系内部区域有少数恒星诞生。
美国天文学家认为这种特征是因为NGC 2976在10亿年前曾与M81星系团发生交互反应，结果使得星系边缘的气体脱离，而剩下的气体则快速进入星系中心，因此也没有明显的螺旋状结构。

## 图集

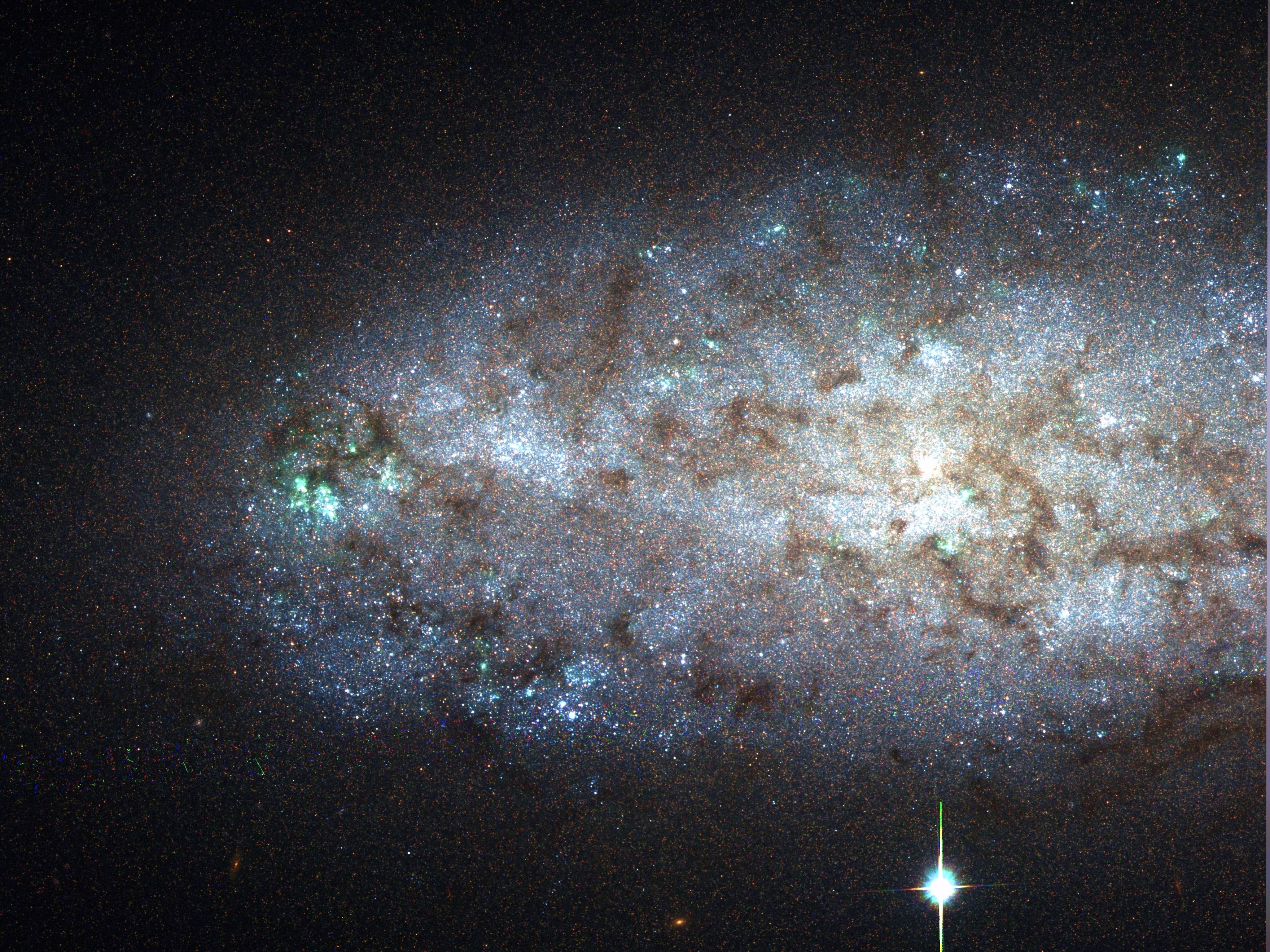
哈勃太空望远镜拍摄的NGC 2976
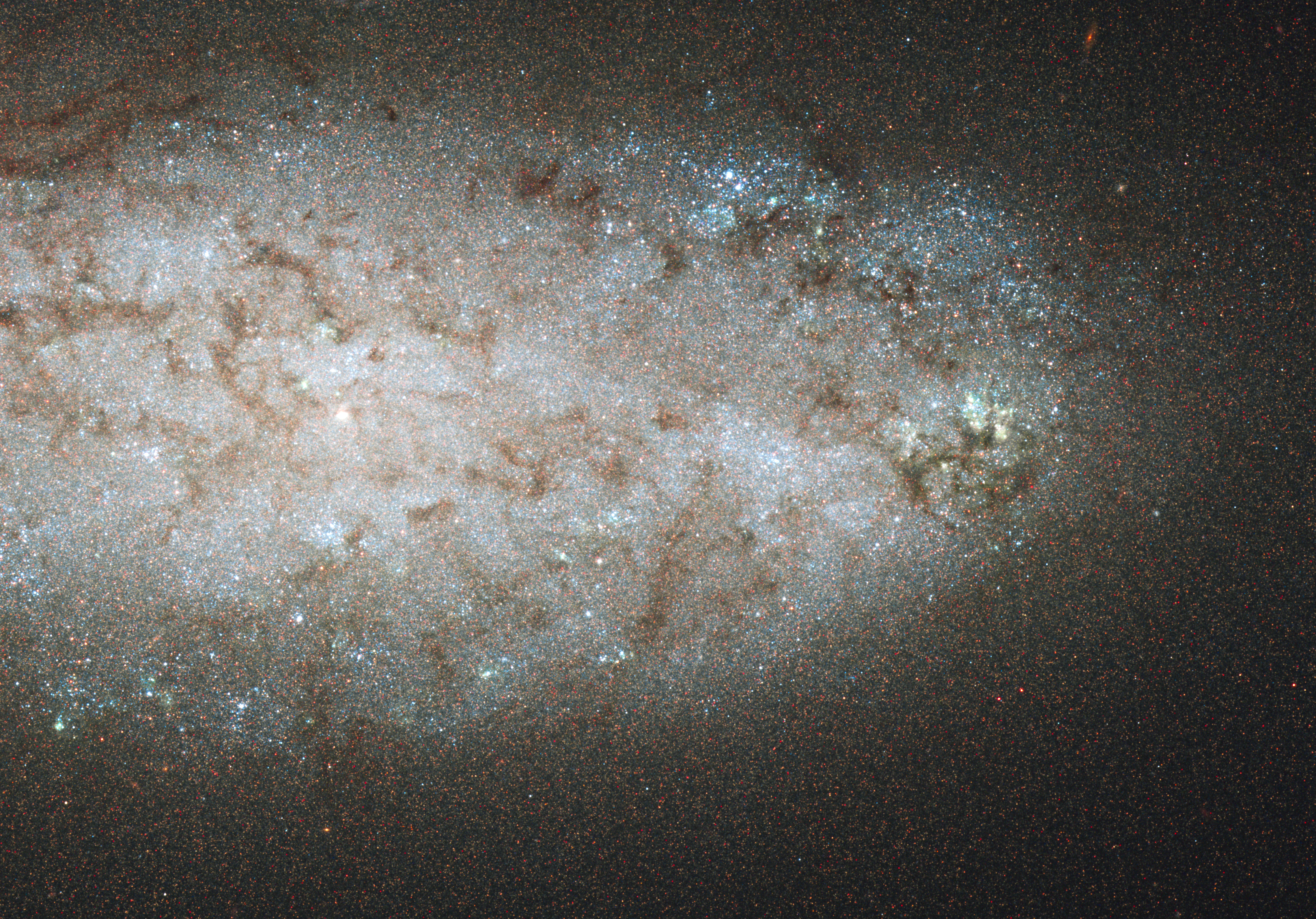
NGC 2976的外部区域